# Opsada Jeruzalema (70.)
Opsada Jeruzalema 70. godine je bila odlučujuća bitka u Prvom židovsko-rimskom ratu. Nakon pada Jeruzalema, pala je i Masada, čime je završen ovaj rat. Prilikom opsade grada, Rimljane je predvodio budući car Tit Flavije, u tom trenutku zapovjednik trupa pod vrhovnim zaovjedništvom njegovog oca, cara Vespazijana.

## Opsada
Usprkos izvjesnim uspjesima protiv Rimljana, zeloti, vođe židovskog ustanka, bili su međusobno podijeljeni, i nisu bili vojnički obrazovani. 
Tit je opkolio Jeruzalem s tri legije sa zapadne strane (Pete Makedonske, XII gromovničke i XV legije) i uz pomoć jedne legije (X legija) s istočne strane grada. Tit je potpuno spriječio snabdijevanje grada: zabranio je i hodočasnicima da ulaze u grad. Tijekom opsade, Tit je poslao Josipa Flavija, ranijeg židovskog zapovjednika, a sada vjernog pristašu Rimljana na pregovore s pobunjenicima. Pregovori su završeni bez uspjeha. 
Sredinom ožujka 70. godine, Tit je uspio uništiti jedan zaštitni zid i sasvim se približio Brdu hrama, kultnom središtu Jeruzalema. Došlo je do uličnih borbi sa zelotima, koje su se završile velikim gubicima za obje strane. Na kraju, Rimljani su se povukli. Tokom jednog napada na Rimljane, Židovi su uništili njihovu veliku opsadnu spravu, dovučenu tu da bi se napala Antonijevska tvrđava, glavno židovsko uporište. Međutim, Tit je ubrzo nadoknadio ovaj gubitak. 
U nekoliko navrata Rimljani su bez uspjeha napadali tvrđavu Antoniju. Konačno, uspjeh su postigli kada su usred noći krenuli na zaspalu stražu. Tvrđava Antonija je bila od velike strateške važnosti: to je druga po visini točka u gradu i predstavljala je odlično polazište za napad na sam Drugi hram, glavni vojni cilj.
Tit vjerojatno nije planirao uništiti Hram. Moguće je samo želio da ga pretvori u poganski; tj. da hram bude posvećen rimskim carevima i rimskim bogovima. Kada je organizirana židovska obrana prestala (u kolovozu), rimski vojnici su željeli osvetu i Hram je vjerojatno stradao kada je čitav grad bio zapaljen. Mnogi branitelji su uspjeli pobjeći tajnim podzemnim tunelima. Neki su još pružali otpor u drugim dijelovima grada. Jeruzalem je potpuno prešao u rimske ruke 7. rujna kada su preostali branitelji masakrirani a nekolicina se spasla bijegom.
Uništenje hrama Židovi i danas oplakuju. U Rimu i danas postoji Titov slavoluk koji proslavlja osvajanje Jeruzalema i Hrama.

## Uništenje Jeruzalema
Sulpicije Sever (363. – 420. godine) u svojoj kronologiji citira Tacita koji kaže da je Tit uništio jeruzalemski hram kako bi uništio židovsku i kršćansku sektu. Josip Flavije izričito tvrdi da je Tit naredio da se Hram poštedi, ali da se rimski vojnici, koji su pretrpili velike gubitke tijekom opsade, nisu obazirali na ovo naređenje. No, svjedočanstvo Josipa Flavija nije naročito pouzdano.

## Ispunjenje kršćanskog proročanstva
Kršćani vjeruju da su ovi događaji, opsada i uništenje Jeruzalema, zapravo ispunjenje Kristovog proročanstva, izrečenog prije otprilike četrdeset godina. (Vidi Evanđelje po Luki, 21, evanđelje po Mateju 24, evanđelje po Marku 13). Euzebije Cezarejski piše da su se kršćani iz Jeruzalema povukli iz grada prije nego što je do sukoba došlo.
Kršćani vjeruju da uništenje Hrama i Jeruzalema predstavlja ispunjenje proročanstava iz Starog zavjeta: Izaija, 10,3 i Danijel, 9,26.

## Vanjske poveznice
- Karta opsade Jeruzalema  Arhivirana inačica izvorne stranice od 27. svibnja 2011. (Wayback Machine)
- Jeruzalem pod Rimljanima